# Maniemas

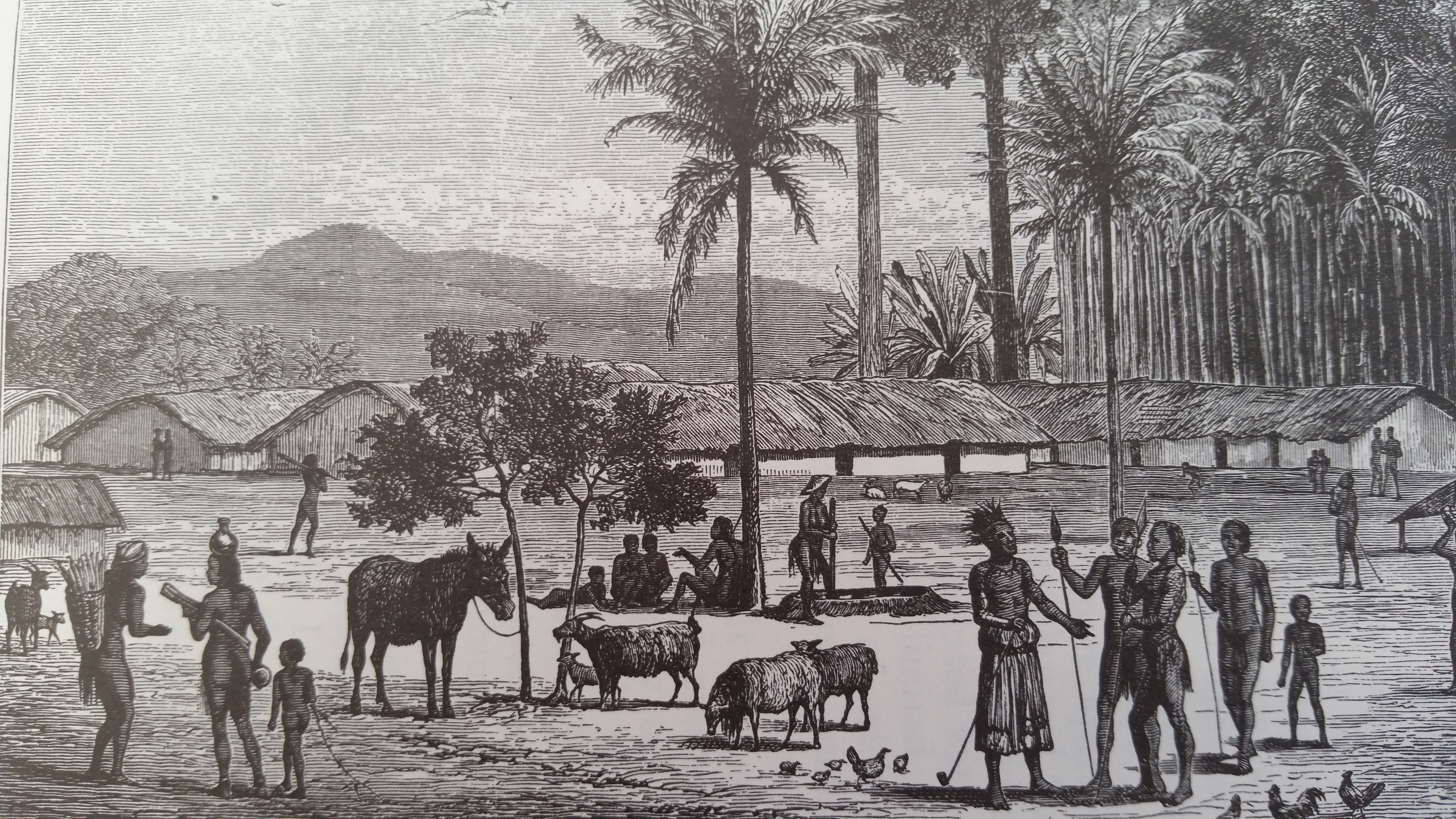
Vila maniena em 1876

Maniemas (manyema ou una-ma-nyema, "comedores de carne") são um grupo étnico do Quênia e Tanzânia. Falam uma língua banto e sua população excede 60 000 pessoas, muitos dos quais são fazendeiros de subsistência. Eram um poderoso e guerreiro povo. A Maniemalândia foi durante boa parte do século XIX alvo de raides de traficantes de escravos árabes. Fisicamente são mais claros, com narizes bem formados e lábios não cheios, e as mulheres eram descritas como singularmente belas e graciosas.